# Camino del Norte
Il Cammino del Nord (in spagnolo Camino del Norte, in galiziano Camiño do Norte, in basco Iparraldeko bidea), anche noto come Cammino della Costa (rispettivamente Camino de la Costa, Camiño da Costa e Kostaldeko bidea) è uno dei percorsi del Cammino di Santiago.

## Descrizione
Si tratta di un itinerario lungo 825 km che, partendo da Irun nei Paesi Baschi, percorre la costa settentrionale della Spagna ed arriva a Santiago de Compostela dopo aver attraverso la Cantabria, le Asturie e la Galizia.
Questo itinerario segue per parte del suo percorso un'antica strada romana, la Via Agrippa, ed era utilizzato nel Medioevo dai pellegrini cristiani quando la dominazione musulmana si era estesa verso nord e rendeva pericoloso viaggiare lungo il Cammino Francese. Il Camino del Norte era spesso usato dai pellegrini provenienti dal nord della penisola e da quelli che giungevano da altri territori come l'Inghilterra, le Fiandre, la Germania o la Scandinavia.
Il percorso è meno popolato rispetto al Camino Francés, perché meno conosciuto e perché più difficile da percorrere a causa dei dislivelli della cordigliera Cantabrica. Inoltre, lungo la strada sono presenti dei rifugi solo ogni 20–35 km invece degli ostelli (in spagnolo albergues) e dei monasteri che si trovano ogni 4–10 km sul Cammino Francese.
L'itinerario attraversa San Sebastián, Bilbao, Santander e Gijón e, per la maggior parte del suo percorso, coincide con il sentiero E9 della rete sentieristica europea.